# Stefan Stochaj

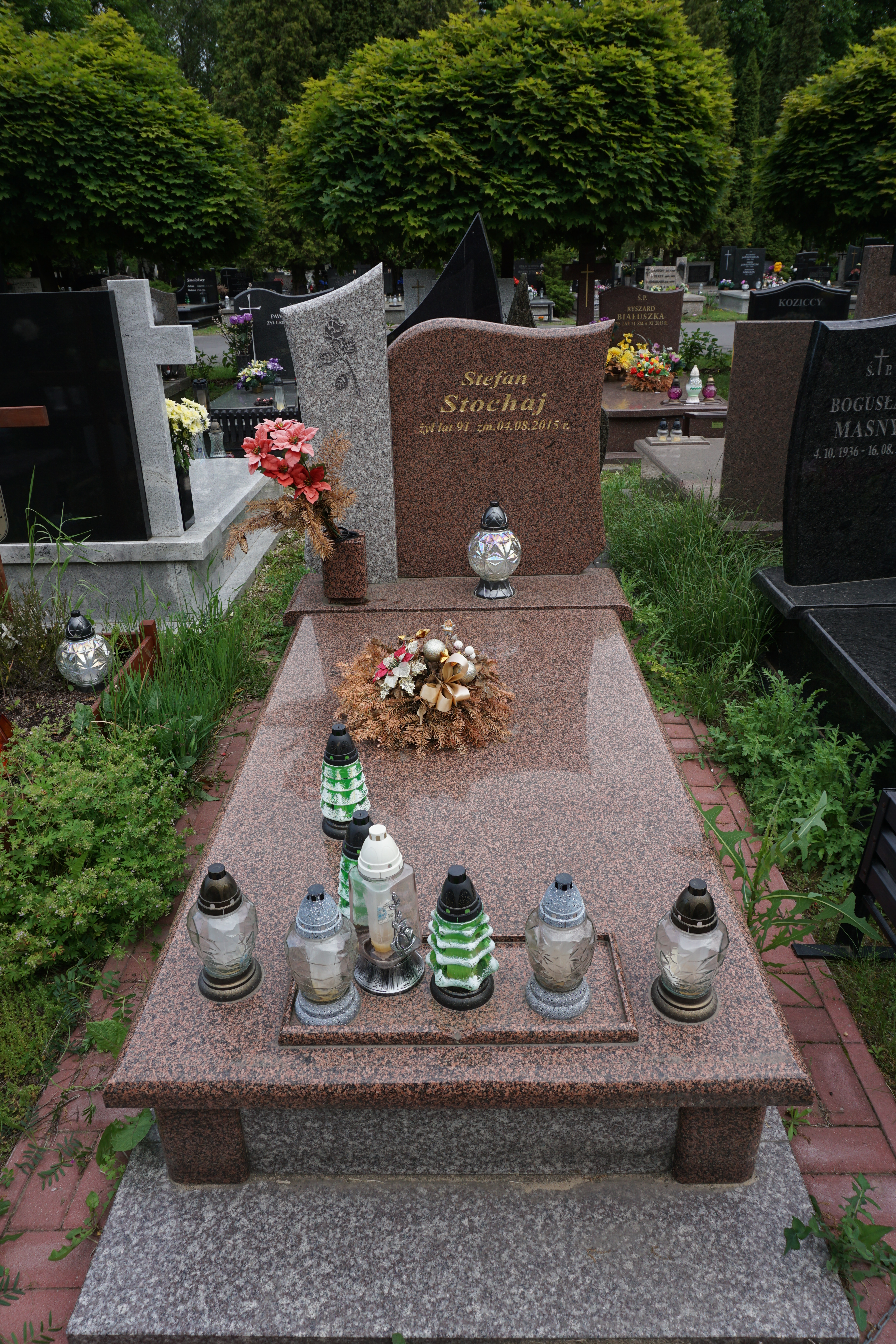
Grób Stefana Stochaja na cmentarzu Komunalnym Północnym

Stefan Stochaj (ur. 27 sierpnia 1924 we Wronkach, zm. 4 sierpnia 2015 w Nadmie) – generał brygady Milicji Obywatelskiej, funkcjonariusz Urzędu Bezpieczeństwa i Służby Bezpieczeństwa, dyrektor generalny w Ministerstwie Spraw Wewnętrznych Polskiej Rzeczypospolitej Ludowej.

## Życiorys
Syn Feliksa i Ludwiki. W organach bezpieczeństwa państwa od 15 listopada 1945, początkowo jako funkcjonariusz ochrony WUBP w Poznaniu. 26 czerwca 1946 został przeniesiony do PUBP w Krośnie, gdzie pełnił podobną funkcję, a później pracował jako młodszy referent. Następne miejsce służby to Referat 4 PUBP w Jaśle, gdzie od 18 maja 1947 był kolejno: młodszym referentem, referentem, starszym referentem.
1 września 1949 został skierowany na kurs oficerski do Centrum Wyszkolenia MBP w Legionowie, a potem zatrudniono go w centrali MBP w Warszawie. 20 sierpnia 1950 znalazł się w Departamencie IV (ds. ochrony gospodarki) jako referent Sekcji 3 Wydziału I (ds. przemysłu ciężkiego), a następnie jako starszy referent. 15 stycznia 1953 po wydzieleniu z pionu IV Departamentu IX (ds. ochrony przemysłu ciężkiego) oddelegowano go na stanowisko kierownika Sekcji 1 Wydziału II tej jednostki. Likwidacja pionu IX spowodowała powrót do Departamentu IV MBP/KdsBP, gdzie od 15 czerwca 1954 pracował jako kierownik Sekcji 4 Wydziału II (ds. przemysłu lekkiego), a następnie awansował na zastępcę naczelnika w tym wydziale. Po likwidacji UB odszedł ze służby 15 stycznia 1957.
15 listopada 1961 został przyjęty powtórnie i podjął pracę w Departamencie III MSW (ds. walki z działalnością antypaństwową w kraju) na następujących stanowiskach: starszy oficer Wydziału V (ds. walki z Kościołem), starszy oficer, a później zastępca naczelnika Wydziału VI (ds. ochrony gospodarki), naczelnik Wydziału III (ds. walki z dywersją ideologiczno-polityczną). 25 października 1974 otrzymał funkcję zastępcy dyrektora Departamentu III, a 20 grudnia 1978 został dyrektorem Departamentu Techniki.
W 1979 uzyskał awans do stopnia generała brygady MO.
W latach 80. wszedł do ścisłego kierownictwa Ministerstwa Spraw Wewnętrznych. 1 kwietnia 1983 mianowano go dyrektorem generalnym (funkcję tę sprawował do 30 listopada 1987) i jednocześnie szefem Służby Zabezpieczenia Operacyjnego. Na tym drugim stanowisku nadzorował działalność Departamentu Techniki, Departamentu PESEL, Biura „B”, Biura „C”, Biura „W”, Zarządu Łączności, ponadto był przewodniczącym Rady Naukowo-Technicznej. Odszedł ze służby na emeryturę 31 lipca 1990 po rozwiązaniu struktur aparatu bezpieczeństwa PRL. Zmarł 4 sierpnia 2015 w Nadmie. Pochowany 10 sierpnia 2015 na Cmentarzu Komunalnym Północnym w Warszawie.